# Shawty Get Loose
Shawty Get Loose è il terzo singolo della rapper americana Lil Mama.
Il singolo è stato estratto dal suo album di debutto Voice of the Young People e è stato prodotto in collaborazione con T-Pain (che canta una parte della canzone), e da Chris Brown (che canta il ritornello).

## Video
Il video è stato girato a Miami, ha uno stile futuristico, che richiama il video del brano Scream di Michael Jackson e Janet Jackson, si ambienta in una sottospecie di studio di registrazione molto tecnologico, in cui possiamo vedere solo T-Pain.
Chris Brown e Lil Mama si trovano in un corridoio mentre cantano, oppure le loro facce appaiono su degli schermi televisivi.
Infine Lil Mama e Brown ballano in una sala.